# 武安州 (至元)
武安州，中国元朝时设置的州。
武安州本名龙泥城。元世祖至元十七年（1280年）改龙泥城千户置武安州，为会川路治所。治所在今四川省会理县南十里，属云南行省会川路。明太祖洪武十五年（1382年）明朝改武安州为武定县。洪武二十四年（1391年）复改为武安州，洪武二十七年（1394年）废武安州。